# Carô Hobo
Carolinne Appolinario Hobo, mais conhecida como Carô Hobo (São Paulo, 9 de julho de 1982) é uma ex-atleta profissional de handebol brasileira e uma das atletas mais populares do universo do CrossFit brasileiro.
Dedicou 12 anos ao handebol, e deles 4 anos como jogadora de Guarulhos e 2 anos da Metodista. 
É também empresária e gerente da IntegralMedica, onde criou a linha Hopper Nutrition.

## Trajetória
Em 2013, após vencer o plano da academia que ela frequentava, e incentivada por uma amiga da Austrália, resolveu conhecer um box de CrossFit, nesse período a popularidade do esporte era baixa e existiam poucos galpões para treinos.   
O desenvolvimento como atleta no CrossFit aconteceu juntamente com a ascensão da prática no Brasil. Diferente de outros esportes, a modalidade permitia treinos sem a necessidade de rotina ou com movimentos repetitivos, a cada visita ao box uma nova possibilidade de quebra de barreira corporal, uma nova possibilidade de desafio e nunca estar fácil, além de ser um esporte colaborativo, não se tem a necessidade de ser bom em tudo, divididos por equipes os participantes se ajudam e desempenham as atividades que possuem mais aptidões, conforme o esporte foi ganhando espaço com o público brasileiro, mais competições para a modalidade foram surgindo no país, e assim a possibilidade de mais atletas profissionais no esporte. E foi a identificação dela com o esporte que a transformou em referência e uma das principais competidoras nacionais.   
Por exigir muita força e alta intensidade, existia o medo de lesões e a mudança corporal brusca por parte das mulheres, a atleta desempenhou um papel fundamental para a mudança de perspectiva em relação a isso. O preconceito em relação a hipertrofia muscular por conta dos treinos ainda existe, mas o entendimento de como ele acontece vem mudando e permitindo que mais mulheres estejam presentes nos treinos, além de desfazer a lenda das academias de musculação de que o crossfit lesiona, o esporte se torna cada vez mais popular e hoje, tem se tornado um hobby para um estilo de vida mais saudável.
Em 2019, foi convidada a participar do Campeonato de CrossFit Wodlive Reality Games, o primeiro Reality Show para crossfiteiros do Brasil, durante 10 dias, ela e mais 15 participantes passaram 10 dias realizando desafios em uma casa em Alagoas, Maceió. Divididos em 4 equipes, Carô assumiu a liderança de seu grupo, ao fim do Realitty Wodlive, o Team Carô conquistou a terceira colocação, sendo o primeiro colocado o Team Malheiros e o segundo o Team Camile Morales.
Inspirada pela admiração que carrega pelo ex-jogador Pelé, se posicionou além da competidora, criou sua marca pessoal para convidar mais pessoas a participarem e conhecerem o esporte, e hoje é sócia proprietária da Bunker Sampa. 

### Conquistas
Durante três anos, foi top 5 no Campeonato Brasileiro de Crossfit. 
Se classificou por 5 vezes para a Regional e Super Regional da Crossfit Games pelo Team Moema.
Se classificou por 3 anos consecutivos para o Wodapalloza em Miami (2017 - 2019).